# 兩生花 (電視劇)
《两生花》 ( 英文: Twice Blooms the Flower )，改编自唐七公子都市小说《岁月是朵两生花》，该剧以单亲妈妈与失忆男子的爱情为主线，讲述了一个关于遗忘、守护与重逢的故事。
劉愷威、王麗坤领衔主演，上影寰亚文化发展(上海)有限公司、九州梦工厂国际文化传播有限公司、上海电影(集团)有限公司、上海银润传媒广告有限公司出品，2014年11月10日苏州开机拍摄，2015年2月杀青。

## 播放平台
| 頻道              | 所在地 | 日期           | 時間                                                          | 備註 |
| 江蘇衛視/浙江衛視 | 中国   | 2015年6月12日  | 每晚19:30                                                     |      |
| 城市电视2高清台   | 加拿大 | 2015年12月17日 | 每周一至周五 溫哥華 4:00 PM, 10:35 PM 多倫多 7:00 PM, 1:35 AM |      |

## 故事大綱
該劇講述了單親媽媽顏宋（王麗坤飾）與沈睡醒來的失憶男子秦漠（劉愷威飾）相遇相守的愛情故事，而在看似純美的愛情之後，一個撲朔迷離又虐心十足的驚天秘密也隨之曝光。這段由“一次失憶”引發的“兩生之花”，在不同的命運與愛情遭遇中，劇中人物該何去何從，凄美的愛情之後又隱藏了怎样的陰謀？

## 演員列表
| 演員     | 角色      | 介紹 |
| 劉愷威   | 秦漠/陳斌 | 『食財神』 聚意集團老總陳天的兒子，建築系天才，被歐陽藤害成植物人昏睡六年，醒來失憶，只認定自己是顏宋(沈洛)老公，自認為是顏朗爸爸；不必工作就能一直有錢揮霍，沒身分證也能住旅館辦門號，有錢買衣褲換，送顏宋名貴禮物，帶顏朗吃大餐，不住院都能天上掉下來錢花，失憶躺六年還有廚師級手藝根本就食神。意外遇到石小杰，還能變成死黨。 |
| 王丽坤   | 顏宋      | 『兩生花』 知道自己有雙胞胎姊妹，不知道告訴秦漠，改編人設裝什麼無辜癡呆！ 單親媽媽，堅強女孩，沈洛雙胞胎姊妹。與林喬、周越越、蘇祁是大學同學，以前暗戀林喬卻被蘇祁先馳得點，蘇祁跟林喬鬧分手時，藉酒醉跟林喬一夜情，埋下伏筆。喜歡貓狗，廚藝很差，自帶女主光環所以讓林喬迷戀的不要不要的。 |
| 王丽坤   | 沈洛      | 『兩生花』 陳斌妻子、顏朗生母，顏宋雙胞胎姊妹。片頭挺肚子傳視頻給陳斌後，難產而死，只會出現在回憶裡的另類背後靈；與顏宋的區別方式不是演技，髮型。 |
| 武澤錦熙 | 顏朗      | 『遺腹子』 喜歡秦漠，各種神助攻神救援的外掛，實為沈洛的孩子。 不知道是不是借劇偷婊中國的醫療品質？ 親子鑑定過還是不知道你爸爸是誰！ 秦漠、林喬、歐陽藤都搶著當爹的珍品。 |
| 高仁     | 林喬      | 『獨木橋』 超跑男業配擔當。 林氏集團二代、醫生，顏宋與蘇祁大學同學，喜歡顏宋，徘徊於顏宋與蘇棋之間，開場遇見顏宋與顏朗，因而向蘇祁求婚。剛從美國返回中國，馬上幫陳天手術。跟男主不只外貌相似，邏輯智商也一樣，都喜歡一口咬定自己才是顏朗的爸爸，兩人搶當爹。人設背景形同虛設，不知道可以做親子鑑定，還要律師來建議，硬搶過程得知自己不是顏朗爸爸，憤而跟蘇祁解除婚約。追到顏宋後發現罹癌，秉持健康渣男將死聖人精神，推顏宋跟男主培養感情。 |
| 顾璇     | 蘇祁      | 『仿舒淇』 超跑女業配擔當。 名字與長相皆仿舒淇，善妒富家女，與林喬、顏宋是大學同學，先一步倒追林喬，曾割腕自殺，開場林喬求婚的未婚妻。因造假鑑定報告被林喬取消婚約。 若非假借劇情偷婊中國的醫療品質，劇本設定有非常嚴重的錯誤：親子鑑定居然能讓外人三番兩次修改、搞錯、查閱？ 先造假烏龍，親子鑑定顏朗與林喬是親子；又違法取得顏朗真正父親是秦漠資料，劇末又反轉真正父親是歐陽藤。                                                         |
| 霍政谚   | 歐陽藤    | 『腹黑王』 聚意集團總裁，害死陳天，令陳斌失憶，顏朗生父，與林喬認識，跟蘇祁聯手卻偷偷扯後腿，命王經理撞死張總。 |
| 刘一含   | 周越越    | 『女閨蜜』 顏宋的閨蜜，喜歡石小杰。常接濟金援顏宋，顏宋喚她二姊。 |
| 楊金承   | 石小杰    | 『男閨蜜』 顏宋的男閨蜜，娘炮設計師，喜歡周越越。因故認識失憶的秦漠(陳斌)，充當狗頭軍師。 |
| 馮大路   | 林軒      | 『豬隊友』 林氏集團董事長，林喬之父。在林喬與蘇祁的婚約扮演不可或缺的豬隊友。 |
| 馬鑫     | 張望      | 『東西姻』 律師，林喬、顏宋等人同學。 |
| 菅纫姿   | 馨馨      | 女明星 |

## 电视原声带
| 曲序 | 曲目                         | 演唱   |
| ---- | ---------------------------- | ------ |
| 1.   | 《回忆里的那个人》（主题曲） | 李行亮 |
| 2.   | 《最初的温柔》（插曲）       | 赵乃吉 |
| 3.   | 《到底是谁的错》（片尾曲）   | 沈玮琦 |

## 收視率
(由csm数据参考而来，收视率包括全天收视指数和市场(收视)份额参数)
| 平台     | 平均收视率 | 平均市場份額 |
| 江苏卫视 | 0.772      | 2.334        |

## 連結
- 《两生花》的新浪微博

## 作品的變遷
| 中国 浙江衛視 每晚19:30（兩集）           | 中国 浙江衛視 每晚19:30（兩集）      | 中国 浙江衛視 每晚19:30（兩集） |
| ----------------------------------------- | ------------------------------------ | ------------------------------- |
|                                           | 兩生花 （2015年6月12日－7月2日）     |                                 |
| 抓住彩虹的男人 （2015年5月26日－6月11日） | 爸爸父親爹 （2015年7月3日－7月21日） |                                 |